# Acrantophis dumerili
Il boa di Dumeril (Acrantophis dumerili Jan, 1860) è un serpente costrittore appartenente alla famiglia Boidae, endemico del Madagascar. Non esistono sottospecie riconosciute della specie. Il nome specifico, dumerili, è in omaggio dell'erpetologo francese André Marie Constant Duméril.

## Descrizione
Gli esemplari adulti di boa di Dumeril possono raggiungere una lunghezza totale di 2 metri (compresa la coda) con una lunghezza massima riportata di 2,59 metri. I maschi di solito hanno code più lunghe e magre, mentre le femmine tendono ad essere complessivamente più grandi e robuste.
La livrea è principalmente di colore grigio-marrone con intricati motivi a macchie più scure, varie sfumature di marrone con dei caratteristici segni color nero brillante intorno alla bocca, che formano un efficace mimetismo nella lettiera di foglie del suolo delle foreste.

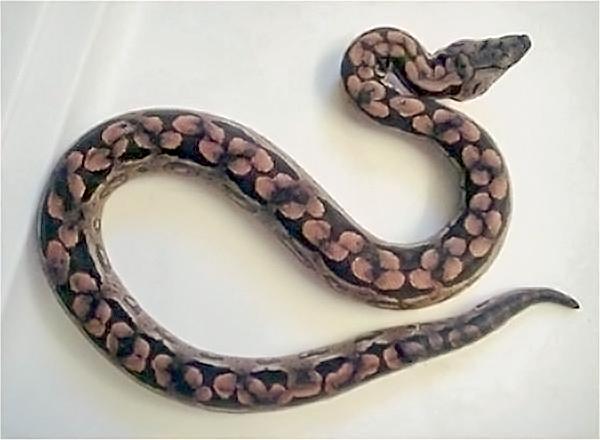
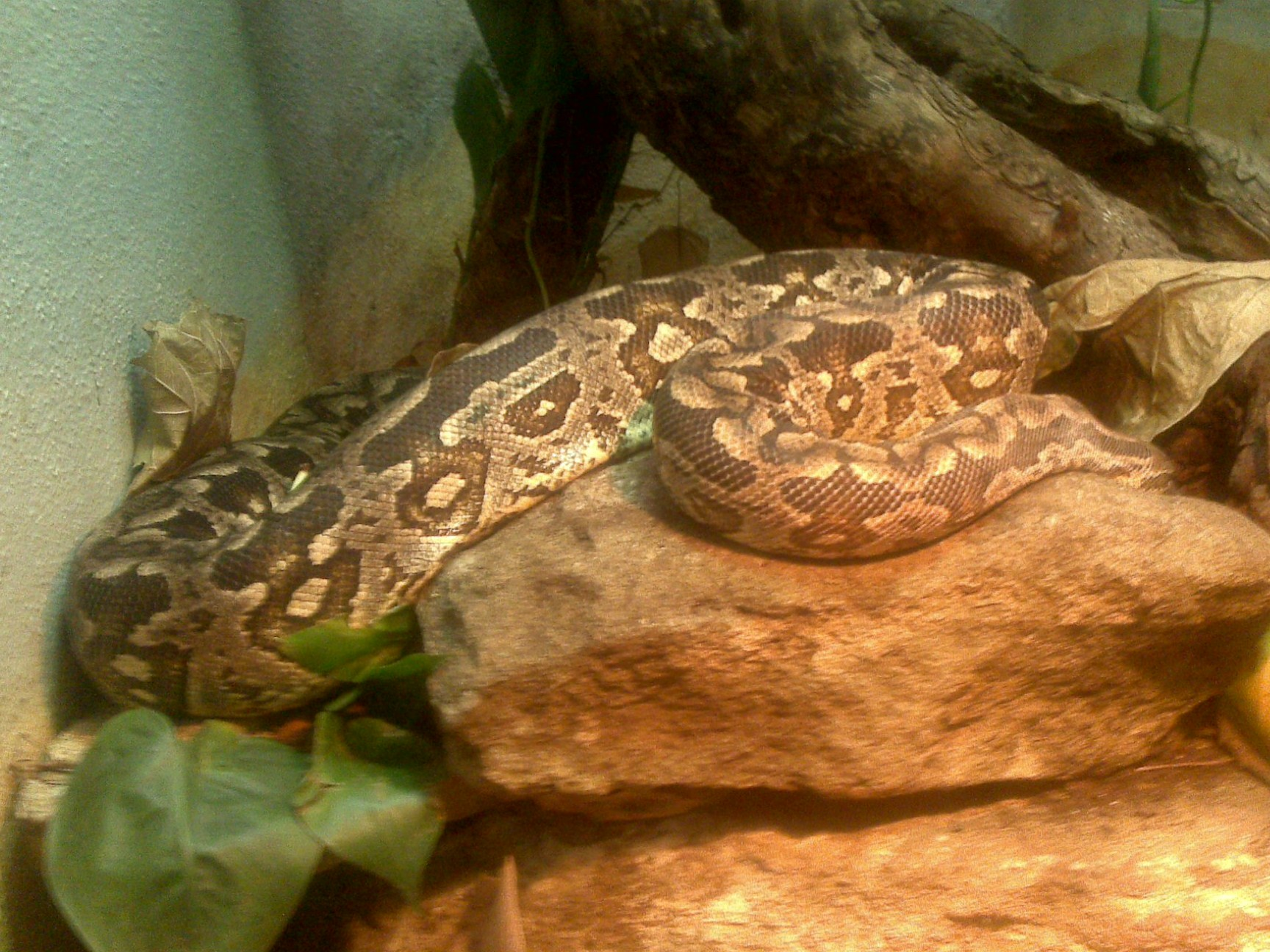
Allo zoo di Londra
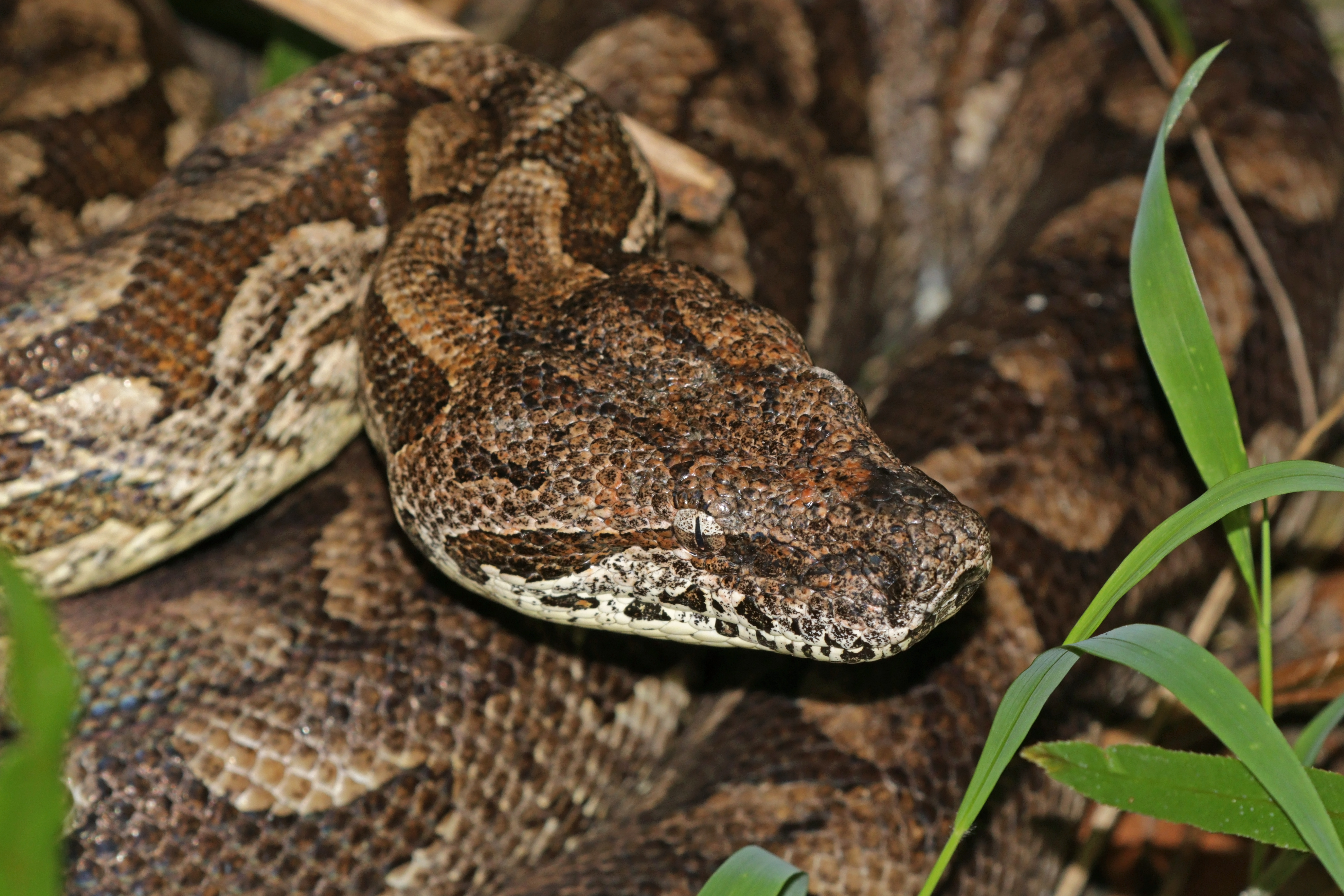
nel Parco nazionale dell'Isalo, Madagascar

## Distribuzione e habitat
La specie è endemica del Madagascar occidentale e meridionale, dalla regione di Bemaraha a nord, sino a Morondava e Toliara sulla costa occidentale e a Tolagnaro su quella orientale. La località tipo data nella descrizione originale è "Amérique mérid. ?", che in seguito viene data come "?" di Jan (1863).
Prediligono ambienti semi-aridi che ricevono poche precipitazioni, lungo la costa occidentale e le regioni sud-occidentali del Madagascar.

## Biologia
Questo serpente ha abitudini poco attive, affidandosi alla sua livrea mimetica che gli permette di rimanere nascosto sul terreno delle foreste più asciutte.

### Dieta
La dieta del boa di Dumeril è costituita da piccoli animali, come uccelli, lucertole e piccoli mammiferi, compresi i giovani lemuri, che caccia rimanendo perfettamente mimetizzato sul terreno e per poi stritolarli. È anche noto per predare altri serpenti.

### Riproduzione
Nei boa di Dumeril la maturità sessuale viene raggiunta entro i 3-5 anni di età. I maschi hanno speroni anali, che vengono utilizzati nel corteggiamento. La stagione degli amori va da marzo a maggio e i piccoli nascono circa 6-8 mesi dopo. Si tratta di una specie ovovivipara, e le femmine partoriscono dai 6 a 28 piccoli completamenti formati ed autonomi. Alla nascita i piccoli sono lunghi appena 30-46 centimetri.

## Conservazione

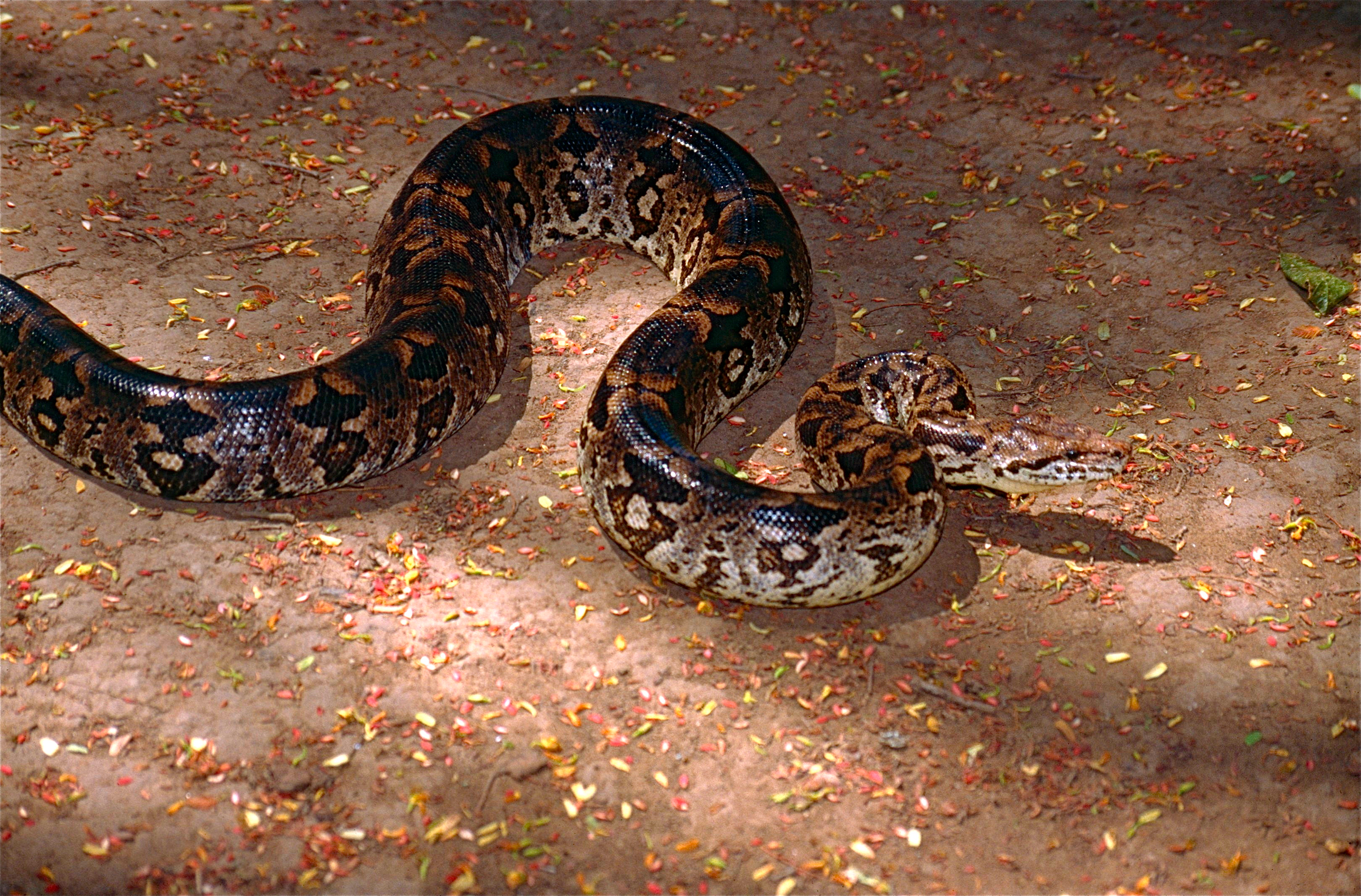
Un esemplare nella Riserva di Berenty, Amboasary Sud, Madagascar

La specie A. dumerili è classificata come a Rischio Minimo (LC) nella Lista Rossa IUCN per i seguenti criteri: A1cd (v2.3, 1994). Ciò significa che è stata osservata, stimata, dedotta o sospettata una riduzione della popolazione di almeno il 20% negli ultimi 10 anni o tre generazioni, a seconda di quale sia la più lunga, sulla base di un calo dell'area di occupazione, dell'entità dell'evento e/o qualità dell'habitat e sulla base dei livelli di sfruttamento effettivi o potenziali di tale habitat. La specie è stata valutata l'ultima volta nel 2011.
A. dumerili è anche elencato nell'Appendice I della CITES, il che significa che è minacciato di estinzione e la CITES vieta il commercio internazionale tranne quando lo scopo dell'importazione non è commerciale, ad esempio per la ricerca scientifica.
L'animale è minacciato dalla deforestazione e dalla persecuzione umana. In alcune zone è temuto e spesso ucciso a vista. Sebbene alcune tradizioni native riferirebbero di storie secondo cui le anime dei loro antenati si sarebbero reincarnate nella pelle di questi serpenti, siccome i disegni sul corpo dell'animale vengono interpretati come dei volti, rendendoli religiosamente sacri e quindi non pericolosi per alcune culture.

### In cattività
Una volta esportato dal Madagascar in gran numero, il commercio di A. dumerili è stato fortemente limitato. La specie è, tuttavia, piuttosto prolifica in cattività e gli individui allevati in cattività sono facili da reperire nel commercio di animali esotici. Sebbene le sue dimensioni lo rendano più adatto a qualcuno che abbia esperienza con i grandi costrittori, ha una natura tipicamente docile e si nutre prontamente di topi. La preoccupazione principale è che l'animale sia incline allo stress, che a volte può portarlo a saltare i pasti o contribuire ad altri problemi di salute.